# Suzuki Kizashi
Suzuki Kizashi — це автомобілі середнього класу (Клас D), що виробляються компанією Suzuki з 2009 року. 

## Опис

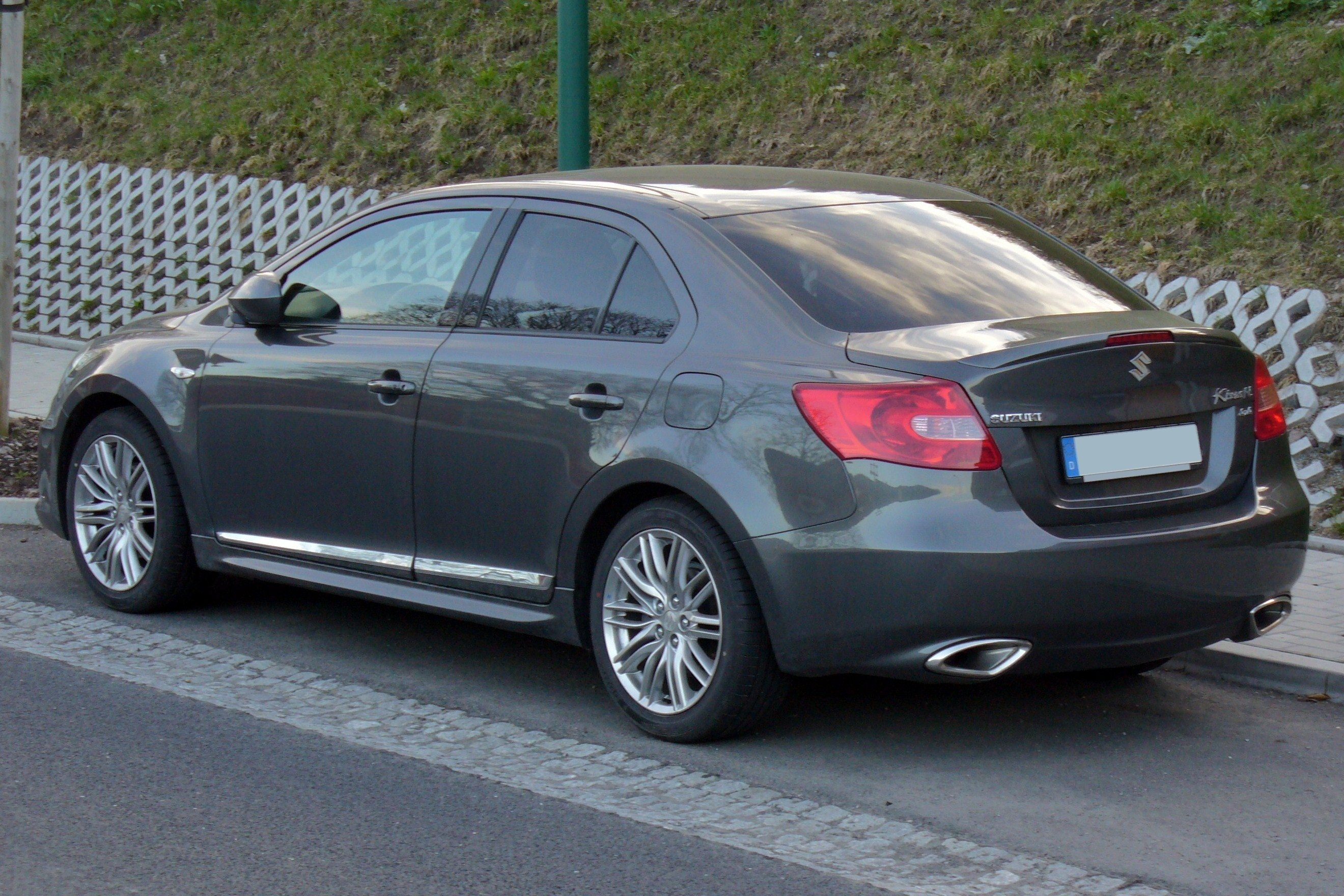
Suzuki Kizashi 2.4 4x4 CVT

Седан Suzuki Kizashi представлений у моделях: SE, GTS Sport і SLS Sport.    

Модель початкового рівня постачається з функцією відмикання дверей без ключа, двозонним клімат-контролем, кнопковим запуском, спортивними передніми сидіннями, вентильованими задніми сидіннями, телескопічним кермом з елементами управління аудіосистемою, вісьмома подушками безпеки та 17-дюймовими литими дисками коліс.    

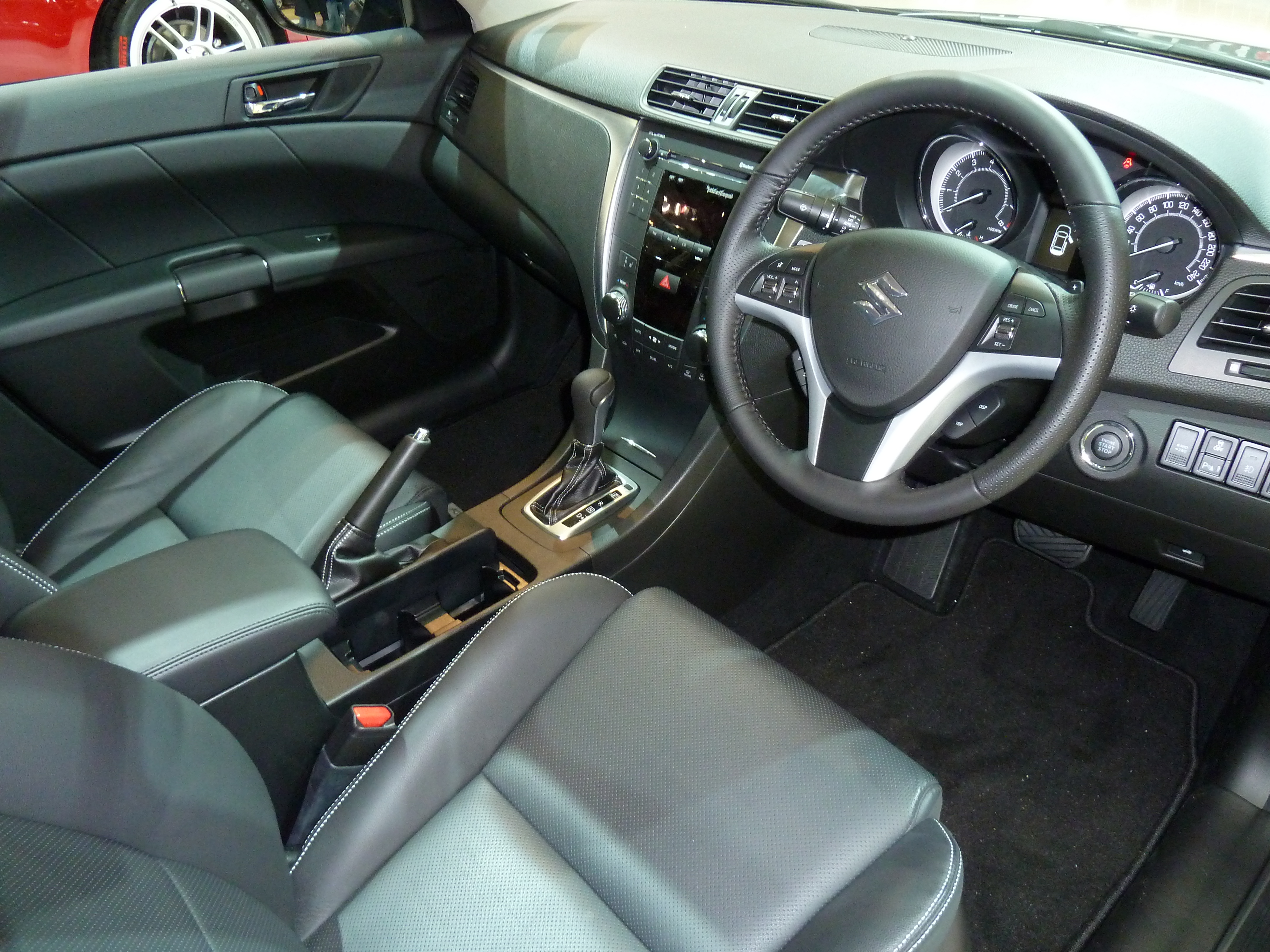

Топова модель оснащена: шкіряною обшивкою, передніми сидіннями з підігрівом, склоочисниками з сенсорами дощу, задніми сенсорами паркування, дзеркалами заднього виду з підігрівом, дзеркалами з автозатемненням та функцією дистанційного відкривання дверей гаража.    
Моделі GTS Sport та SLS Sport отримали понижену підвіску. Супутникова навігація, яка колись входила до переліку опцій, з 2013 року стала частиною інформаційно-розважальної системи разом із камерою заднього виду, функцією відслідковування трафіку у режимі реального часу, Bluetooth потоковим аудіо та можливістю управління за допомогою голосових команд.    

## Двигун
- 2.4 л J24B I4 178 к.с.